# Lindnerwagen (Straßenbahn Karlsruhe)
Die Lindnerwagen waren zusammen mit den Herbrandwagen die ersten bei der elektrischen Straßenbahn in Karlsruhe eingesetzten Straßenbahnen. Aufgrund ihrer geringen Motorleistung wurden die Fahrzeuge von moderneren Triebwagen verdrängt und ab 1931 ausgemustert.

## Aufbau

### Mechanik
Die Fahrzeuge waren als zweiachsige Zweirichtungstriebwagen mit starrem Fahrgestell in Normalspur ausgeführt. Die aus Holz gefertigten und mit Blech verkleideten Wagenkästen verfügten anfänglich über offene Plattformen, die zwischen 1910 und 1913 verglast wurden. Durch den Umbau zu geschlossenen Plattformen verlängerten sich die Fahrzeuge von 8.615 mm auf 9.470 mm. Der Fahrgastraum besaß auf jeder Seite zwei breite und ein schmales Fenster. Das Dach war als Laternendach ausgeführt. Die Straßenbahnen waren zum Mitführen von Beiwagen mit Trompetenkupplungen ausgerüstet. Der Fahrgastraum war mit Längsbänken an den Außenseiten ausgestattet und bot 20 Personen Platz. Fahrtziel und Liniennummer wurden durch Ansteckschilder an der Plattform, später durch Dachschilder und Linienlaternen angezeigt.

### Technik
Die elektrische Ausrüstung wurde von der Allgemeinen Elektricitäts-Gesellschaft geliefert und bestand aus zwei Tatzlagermotoren mit je 18 kW Leistung, Schleifringfahrschaltern und einem Rollenstromabnehmer zur Stromübertragung von der Oberleitung. Zwischen 1910 und 1913 wichen die schwachen AEG-Motoren neuen SSW-Motoren mit 26 kW Leistung. 1913 wurden die Rollenstromabnehmer durch Lyrastromabnehmer und 1936/37 durch Scherenstromabnehmer ersetzt.

### Farbgebung
Die Fahrzeuge waren ursprünglich mit grünem Fensterband und grauem Wagenkasten lackiert. Die Fahrzeuge wurden im Zuge der Lieferung der als Nürnberger bezeichneten Straßenbahnen umlackiert und erhielten ein weißes Fensterband und einen gelben Wagenkasten.

## Geschichte

### Beschaffung
Nachdem die AEG die Karlsruher Pferdebahn übernommen hatte, wurden neben den 27 Herbrandwagen weitere 19 Triebwagen für den reinen Oberleitungsbetrieb bei der Waggonfabrik Lindner bestellt.

### Umbauten
- 1910–1913 Umbau zu geschlossenen Plattformen.
- 1910–1913 Einbau neuer Untergestelle.
- 1910–1913 Einbau der neuen Elektroausrüstung.
- 1913 Umbau auf Lyrabügel.
- 1933–1936 Umbau auf Scherenstromabnehmer.

### Einsatz
Die Triebwagen wurden auf den Außenstrecken vom Durlacher Tor nach Durlach sowie vom Mühlbuger Tor nach Mühlburg, zum Rheinhafen und zum Kühlen Krug eingesetzt. Um ihre Einsatzstrecken im Westen der Stadt zu erreichen, mussten die Oberleitungstriebwagen morgens und abends auf ihrem Weg von und zum Betriebshof von den Herbrandwagen durch die Innenstadt geschleppt werden. Nachdem die Innenstadt 1903 elektrifiziert wurde, verkehrten sie auch auf den innerstädtischen Strecken zwischen Durlacher Tor, Mühlburger Tor, Moltkestraße und Bahnhof.

### Ausmusterung und Verbleib
Während die Wagen zunächst mit den Herbrandwagen und den Nürnbergerwagen die Hauptlast des Verkehrs bewältigten, wurden sie ab 1913 durch die neuen, stärkeren Residenzwagen in untergeordnete Dienste verdrängt. Die schwache Motorisierung der Triebwagen schränkte den Einsatz mit Beiwagen stets ein, so dass sie überwiegend auf schwächer frequentierten Linien eingesetzt wurden.
Nachdem genügend Residenz- und Spiegelwagen geliefert worden waren, erfolgte die Ausmusterung der ersten Fahrzeuge ab 1931. Fünf Wagen konnten 1940 nach Posen verkauft werden, die restlichen wurden bis 1959 aus dem Verkehr gezogen. Einige Wagen dienten noch einige Jahre als Arbeitswagen.

### Nummerierung
Die Wagen wurden zwischen 1908 und 1910 im Zuge des Umbaus auf geschlossene Plattformen und stärkere Motoren in 28, 29, 40–56 umgezeichnet, wobei die Reihenfolge verloren ging. Als Arbeitstriebwagen genutzte Wagen erhielten Fahrzeugnummern zwischen 394 und 411.